# Serhij Scheluchin

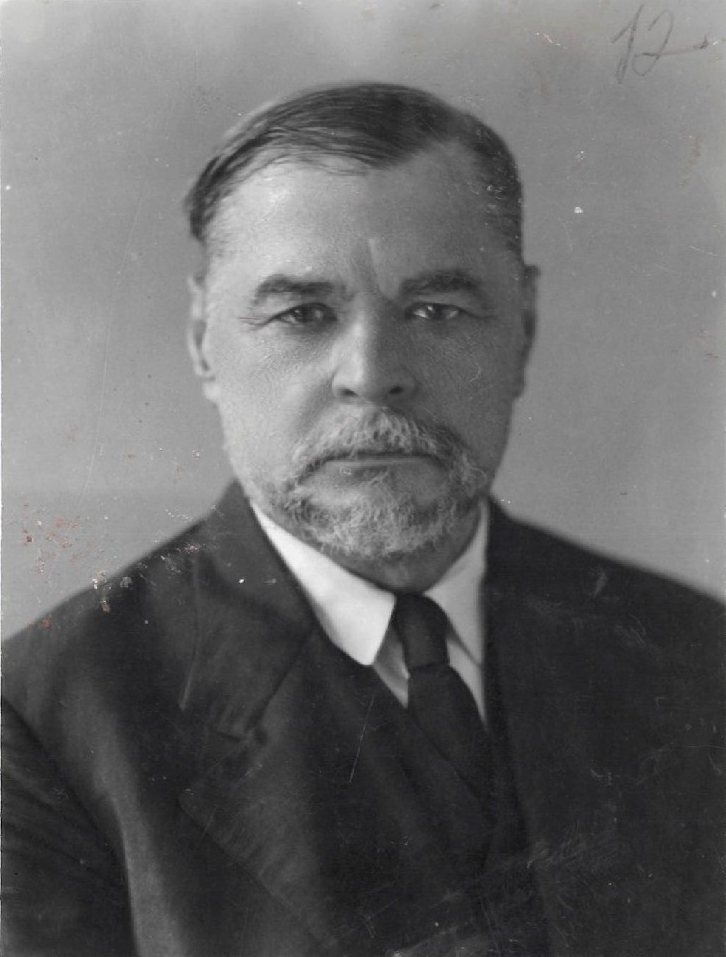
Serhij Scheluchin, vor 1933

Serhij Pawlowytsch Scheluchin (ukrainisch Сергій Павлович Шелухін, russisch Сергей Павлович Шелухин Sergei Pawlowitsch Scheluchin; * 6. Oktoberjul. / 18. Oktober 1864greg. in Denhy, Gouvernement Poltawa, Russisches Kaiserreich; † 25. Dezember 1938 in Prag, Tschechoslowakei) war ein ukrainischer Jurist, Publizist, Schriftsteller, Hochschullehrer und Politiker.

## Leben
Serhij Scheluchin kam im Dorf Denhy (Деньги) in der heute ukrainischen Oblast Tscherkassy als Sohn adeliger Eltern zur Welt. An der St.-Wladimir-Universität absolvierte er 1888 die juristische Fakultät und war im Anschluss bis 1893 am Gericht in Jelisawetgrad und darauf folgend an Gerichten in Kamjanez-Podilskyj, Chișinău und ab 1902 in Odessa tätig.
Dort wurde er Mitglied der Archäologischen Gesellschaft und machte sich mit seiner 1913 veröffentlichten Arbeit zur Deutschen Kolonisation in der Ukraine einen Namen. Auf dem 14. Archäologischen Kongress in Tschernihiw veröffentlichte Scheluchin 1908 einen Bericht über die staatlich-rechtliche Bedeutung des Namens Ukraine. 
Im Juni 1917 war Scheluchin Vorsitzender des Ukrainischen Revolutionskomitees in Odessa und daran folgend bis 1918 Abgeordneter der Zentralna Rada in Kiew. 
Zwischen dem 31. Januar 1918 und April 1918 war er, in Nachfolge von Walentyn Sadowskyj, in den Regierungen von Wsewolod Holubowytsch und Wolodymyr Tschechiwskyj Justizminister der Ukrainischen Volksrepublik. Im Hetmanat war er Staatssenator.
Während den Friedensverhandlungen mit Sowjetrussland leitete er vom 23. Mai bis zum 7. Oktober 1918 die Delegation der Ukraine und nahm zwischen Dezember 1918 und April 1919 als Rechtsberater an der Pariser Friedenskonferenz teil.
1919 ging er in die Tschechoslowakei ins Exil und wurde dort 1921 Professor für Strafrecht an der Ukrainischen Freien Universität in Prag. Zwischen 1928 und 1935 war er dort als ordentlicher Professor und von 1926 bis 1928 sowie von 1935 bis 1938 als Vizerektor aktiv. Außerdem lehrte er in den Jahren 1924/25 Rechtswissenschaft am Ukrainischen Pädagogischen Hochschulinstitut M. Drahomanow, war stellvertretender Vorsitzender des ukrainischen Komitees der Tschechoslowakei und Leiter der ukrainischen Rechtsgesellschaft der Tschechoslowakei. Scheluchin verfasste unter anderem Werke über den Gesetzescodex Russkaja Prawda, die Geschichte des ukrainischen Rechts und die internationale Politik der Ukraine. Unter dem Pseudonym S. Pavlenko verfasste er zudem Gedichte. Serhij Scheluchin starb 74-jährig in Prag.